# Ivy Williams
Pour les articles homonymes, voir Williams.
Ivy Williams, née le 7 septembre 1877 à Newton Abbot, et morte le 18 février 1966 à Oxford, est une juriste et professeure de droit britannique. Elle la première avocate anglaise à prêter serment, en 1922 et la première femme à obtenir un doctorat honoris causa en droit de l'université d'Oxford.

## Biographie
Ivy Williams est la fille de George St Swithin Williams, solliciteur à Oxford, et d'Emma Ewers. Son frère, Winter Williams, étudiant à Corpus Christi devient avocat lui aussi. Il meurt prématurément et Ivy Williams offre deux bourses d'études à l'université d'Oxford en mémoire de lui, dont l'une est spécifiquement réservée à une étudiante.
Elle reçoit une éducation privée soignée, et étudie le latin, le grec, l'italien et le russe. Elle voyage en Europe et parle couramment le français et l'allemand. À 19 ans, elle commence ses études de droit au Society of Oxford Home Students, devenu ultérieurement le St Anne's College, à Oxford. Elle obtient le Bachelor of Civil Law (BCL) en 1902 et un doctorat en droit (LLD) de l'université de Londres en 1903, mais ne peut recevoir le diplôme correspondant, du fait de la réglementation en vigueur, qui permet aux femmes de suivre les cursus universitaires, mais leur interdit l'accès aux diplômes. Elle ne reçoit ses diplômes que le 14 octobre 1920.
Après l'entrée en vigueur du Sex Disqualification (Removal) Act 1919 qui autorise les femmes à devenir avocates, elle s'inscrit  à la formation d'Inner Temple, le 26 janvier 1920. Elle est certifiée avec mention après son dernier examen du barreau, à la session de Michaelmas 1921, et est appelée à la barre par Henry Dickens, conseiller du roi et fils de l'écrivain Charles Dickens, le 10 mai 1922. Elle est la première Anglaise à devenir avocate, alors qu'en Irlande, Frances Kyle a prêté serment l'année précédente, en 1921. Une quarantaine de femmes se préparent à devenir avocates à leur tour.
Le Law Journal, qui estimait en 1904 que sa demande était une « tentative futile d'une femme entêtée d'être admise à la barre » modifie totalement son point de vue et souligne que son inscription au barreau est « l'un des jours les plus mémorables dans les annales de la profession d'avocat ». D'autres femmes deviennent ensuite avocates, notamment Helena Normanton.
Elle n'exerce cependant pas comme avocate, mais enseigne le droit au St Anne's College d'Oxford, de 1920 à 1945. Elle s'investit particulièrement pour la réussite des femmes dans le domaine du droit. Elle publie en 1923 The Sources of Law in the Swiss Civil, qui lui vaut de recevoir un doctorat honoris causa en droit civil de l'université d'Oxford, devenant la première femme ainsi distinguée, puis en 1925, un nouvel ouvrage, The Swiss Civil Code: English Version, with Notes and Vocabulary, dans une version approuvée par le gouvernement fédéral suisse. En 1930, elle fait partie de la délégation britannique à la conférence de droit international privé à La Haye. Alors qu'elle perd progressivement la vue, elle apprend le braille et rédige une méthode pour faciliter l'apprentissage de ce système d'écriture, ce fascicule est publié en 1948 par le National Institute for the Blind. En 1956, elle est élue fellow d'honneur du collège St Anne d'Oxford. Elle meurt à son domicile d'Oxford, le 18 février 1966.

## Publications
- The sources of law in the Swiss civil code, [1923], Zurich : ReMak Verlag, 1976.
- The Swiss civil code : English version, Humphrey Milford: London, 1925
- Braille primer with exercises : based on the restatement of standard English Braille, avec E.T. Wright, London : Royal National Institute for the Blind, 1961

## Distinctions
- 1923 : doctorat honoris causa en droit civil (DCL), université d'Oxford[1].